# Australien in 100 Tagen
Australien in 100 Tagen ist ein deutscher Dokumentarfilm der Filmemacher Silke Schranz und Christian Wüstenberg. Sie waren 100 Tage mit dem Camper in Australien unterwegs und zeigen, was ihnen alles vor die Kamera gelaufen ist. Kinopremiere war am 23. September 2012 im Broadway Filmtheater in Trier und offizieller bundesweiter Kinostart am 4. Oktober 2012.

## Inhalt
Die beiden Filmemacher sind 22.000 Kilometer durch den ganzen Kontinent gereist, haben jeden Tag mit der Kamera dokumentiert und geben Einblick in alle Regionen Australiens.
Die Reise beginnt in Perth, geht die Westküste hoch bis Darwin, über Alice Springs im Roten Zentrum bis ins tropische Cairns und von dort Richtung Süden über Sydney und Melbourne bis nach Adelaide. Auch einen Abstecher ins ursprüngliche Tasmanien haben die beiden gemacht. Entstanden ist eine Mischung aus persönlichen Erlebnissen, Naturdokumentation und Reiseführer.

## Etappen der Reise
Die Reise startet Mitte September in Perth und führt hoch bis Darwin. Dort fliegen die beiden ins Rote Zentrum und haben bis kurz vor Weihnachten Zeit, von Cairns über Sydney und Melbourne nach Adelaide zu fahren. Sie machen auch einen Abstecher nach Tasmanien.
Die erste Etappe führt über die Shark Bay, Monkey Mia, Coral Bay und Exmouth zum Ningaloo Reef, über Tom Price, Kalbarri und Marble Bar bis nach Broome.
Dann geht’s weiter über das Cape Leveque und Derby, ab Kununurra fahren sie ein Stück Gibb River Road, sie fliegen zu den Bungle Bungles, besuchen eine Rinderfarm im Outback und über den Kakadu und Litchfield Nationalpark geht’s bis nach Darwin.
Rotes Zentrum: in Palm Valley zum Kings Canyon, zum Uluru, zum Ayers Rock und Kata Tjuta, den Olgas und Alice Springs.
Von da aus fahren sie in den Norden nach Cairns, tauchen am Great Barrier Reef, schürfen Sapphire im Outback und machen von Hervey Bay aus einen Abstecher nach Lady Elliot Island und Fraser Island. Von da aus geht es weiter entlang der Sunshine Coast nach Noosa Heads.
Vorbei an Brisbane besuchen sie die Orte Surfers Paradise, Byron Bay und das Koala-Hospital in Port Macquarie. Sie streunen ein paar Tage durch Sydney. Über die Blue Mountains geht’s in die Hauptstadt Canberra. Sie besteigen den höchsten Berg Mount Kosciuszko und fahren bis Melbourne.
Sie machen einen Abstecher nach Tasmanien zur Wineglass Bay, Strahan und Hobart, fahren über die Great Ocean Road vorbei am Cape Otway und den Zwölf Aposteln bis nach Kingston, zum Weingebiet Barossa Valley, mit der Fähre nach Kangaroo Island, bis sie schließlich in Adelaide ankommen.

## Das Buch zum Film
Parallel zum Kinofilm ist ein Buch entstanden. Auf 370 Seiten erzählen die Autoren von ihrer abenteuerlichen Reise, geben Einblicke hinter die Kulissen und Reisetipps. In dem Buch zum Film sind über 550 Fotos abgedruckt. Das Buch zum Film ist Bildband und Reisebericht in einem und 2012 im MANA-Verlag erschienen.